# The Shanghai Job
Pour plus de détails, voir Fiche technique et Distribution.
The Shanghai Job (S.M.A.R.T. Chase) est un film d'action britannico-chinois réalisé par Charles Martin, sorti en 2017.

## Synopsis
Un agent de sécurité britannique, Danny Stratton, est chargé d'escorter une antiquité chinoise d'une valeur inestimable en dehors de Shanghaï. Humilié après n'avoir pu empêcher le vol d'un tableau de Van Gogh, ce service est une occasion de restaurer sa réputation. Mais, sur son chemin, Stratton est pris en embuscade et l’œuvre d'art est dérobée sous ses yeux. Il n'a pas d'autre choix que d'affronter la bande de voleurs pour la récupérer et sauver sa petite amie kidnappée.

## Fiche technique
- Titre : The Shanghai Job
- Titre original : S.M.A.R.T. Chase
- Titre chinois : 极致追击
- Réalisation : Charles Martin
- Scénario : Kevin Bernhardt
- Montage : James Hugues
- Musique : Mark Kilian
- Photographie : Philipp Blaubach
- Producteurs : Wei Han et Ben Pugh
- Sociétés de production : Bliss Media et 42
- Sociétés de distribution : Bliss Media et IMR International
- Pays d'origine :  Chine
- Langues originales : anglais, chinois
- Format : couleur
- Genre : action
- Durée : 95 minutes
- Dates de sortie : 
  -  Chine : 30 septembre 2017
  -  Royaume-Uni : 29 janvier 2018 (DVD)
  -  France : 4 septembre 2018 (DVD)

## Distribution
- Orlando Bloom (VF : Denis Laustriat) : Danny Stratton
- Lynn Hung (créditée comme Lynn Xiong) (VF : Séverine Cayron) : Ling Mo
- Simon Yam (VF : Philippe Résimont) : Mach Ren
- Lei Wu (crédité comme Leo Wu) (VF : Loïc Buisson) : DingDong Tang
- Hannah Quinlivan (VF : Audrey d'Hulstère) : J.Jae An
- Jing Liang (VF : Nathalie Stas) : Tara Yen
- Da Ying (VF : Benoît Van Dorslaer) : Mr. Song
- Rong Chang (VF : Jean-Michel Vovk) : Detective Dai
- Xing Yu (crédité comme Shi Yanneng) (VF : Michelangelo Marchese) : Long Fey
- Thomas Price (crédité comme Tom Price) (VF : Maxime Van Santfoort) : Maxime Ciem
- Ruoxi Wang (créditée comme Wang Ruoxi) (VF : Héléna Coppejans) : Nana
- Lyon Zhang (crédité comme Zhang Wenjun) : MZee
- Zhengfu Yi : l'assistant de Mr. Song
- Xiyuan Zhang : Collègue de Ling
- Guansong Huang : Le créateur du vase
- Zongzhe Xu : L'homme sans pouce